# Jeff Mullins

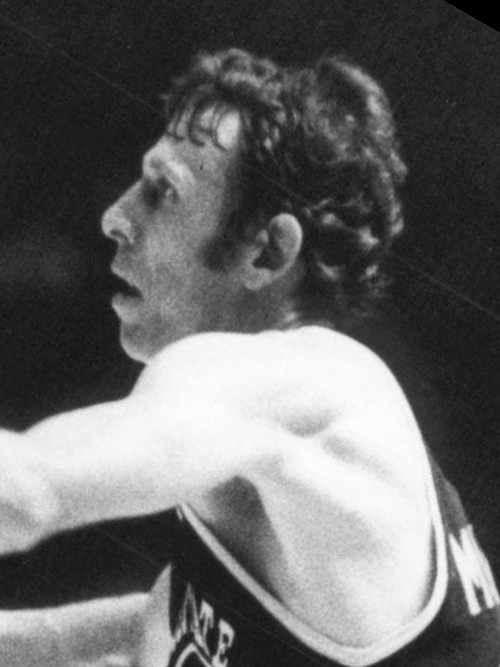

Jeffrey Vincent "Jeff" Mullins, (Astoria (Queens), 19 de março de 1942) basquetebolista estadunidense que integrou a seleção estadunidense que conquistou a medalha de ouro disputada nos XVIII Jogos Olímpicos de Verão realizados em Tóquio em 1964.
Jeff Mullins jogou na NCAA por Duke e em 1964 participou do Draft da NBA sendo selecionado na 5ª posição. Jogou duas temporadas pelo Saint Louis Hawks e dez temporadas pelo San Francisco Warriors, franquia a qual em 1971-72 foi transferida para Oakland e passou a se chamar Golden State Warriors.